# Pyykösjärvi
Pyykösjärvi (en finnois : Pyykösjärven kaupunginosa) est  un  quartier du district de Puolivälinkangas de la ville d'Oulu en Finlande.

## Description
Le district compte 1 498 habitants au 31 décembre 2018.

## Galerie

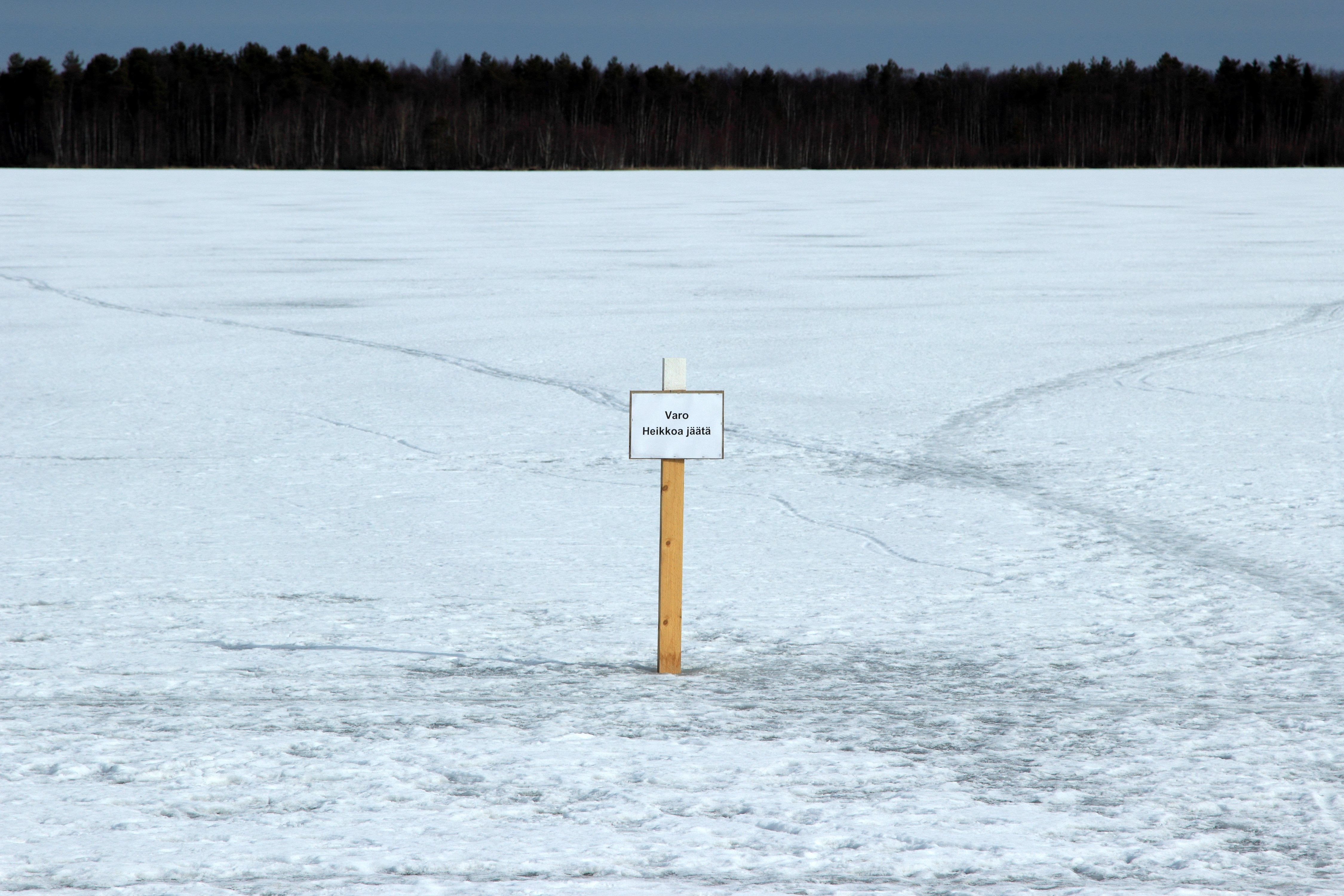
Pancarte indiquant une couche de glace fragile.